# Philipp Melanchthon
Philipp Melanchton (pravim imenom Philipp Schwartzerdt, Bretten, 16. veljače 1497. – Wittenberg, 19. travnja 1560.), njemački reformator, teolog i filozof.
Od 1518. godine Melanchton je bio profesor u Wittenbergu, gdje je pristao uz Luthera i postao njegovim najbližim suradnikom. Bio je učen humanist i pisac školskih knjiga (grčka i latinska gramatika, logika i dr.) te je dobio naziv Praeceptor Germaniae. Izradio je temelje za reorganizaciju protestantske crkve i škole. Osnivač je Augsbuške konfesije, koju je iznio i branio na saboru u Augsburgu 1530. godine. Posebno je cijenio Aristotelovu etiku i dijalektiku te se, poput Luthera, držao Aristotelova i Ptolomejeva učenja o kozmosu, pa je Kopernikovo učenje odbacio kao "bezbožno" jer 
proturiječi Bibliji.
Kao idejni vođa "filipista", umjerene struje u protestantizmu, teološki se sukobio s Matijom Vlačićem, osobito u pitanjima čovječe slobode i spasenja. Rimskog papu označava kao antikrista riječima: "To je vrlo očito i bez ikakave sumnje, da je rimski papa stvarni Antikrist... U 2. Solunjanima 2, Pavao jasno kaže da će Sin grijeha vladati nad crkvom, predstavljajući sebe ispred službe Bogu".
Raspravu o moći i prvenstvu pape Tractatus de Potestate et Primatu Papae napisao je 1538. godine. U toj raspravi Melanchthon koristi Sveto pismo da bi dokazao tri glavne tvrdnje:
- Papa nije glava Crkve i superioran svim ostalim biskupima "božanskim pravom" (de iure divino);
- Papa i biskupi nemaju pravo na građansku vlast i božanski status;
- Tvrdnju iz papine bule "Unam Sanctam" (1302.) da je poslušnost papi potrebna za spasenje, smatra bezvrijednom, jer se suprotstavlja opravdanju vjerom.